# Giuseppe Galderisi
Giuseppe Galderisi (Salerno, 22 marzo 1963) è un allenatore di calcio ed ex calciatore italiano, di ruolo attaccante.
Soprannominato Nanu dai tifosi della Juventus, è il miglior rigorista in Serie A nella storia dell'Hellas Verona insieme a Luca Toni (12).

## Caratteristiche tecniche

### Giocatore
Attaccante rapido e agile, Galderisi è stato un cannoniere prolifico e reattivo, doti alle quali aggiungeva la predisposizione al movimento senza palla, la generosità e la tenacia. Era in grado di calciare con potenza e precisione anche dalla distanza e, a dispetto della bassa statura, era abile anche di testa, grazie alla precisione nello stacco e all’elevazione. Inizialmente schierato come seconda punta, si realizzò pienamente come centravanti, ruolo che ricopriva alla perfezione per merito della sua rapidità, del senso del gol e del suo stile da rapace d’area.
Fu penalizzato dai frequenti infortuni e da una certa discontinuità durante la militanza in squadre di grande caratura, riuscendo d'altra parte a giocare con un buon rendimento in società di medio-bassa classifica.

## Carriera

### Giocatore

#### Club

##### Gli inizi
Cresciuto a Trecasali, nel Parmense, gioca nelle giovanili della Vietri-Raito, nel salernitano. A quattordici anni e mezzo è acquistato dalla Juventus, entrando nel vivaio torinese.

##### Juventus

Galderisi alla Juventus, a fianco del bolognese Mancini, nel campionato 1981-1982

Il 20 agosto 1980 esordisce in prima squadra della Juventus, in occasione della gara di Coppa Italia in casa dell'Udinese (2-2). La prima presenza in Serie A arriva il successivo 9 novembre, con l'ingresso in campo al 60' di Perugia-Juventus (0-0).
Coi piemontesi gioca altri due campionati: nella stagione 1981-1982, a diciott'anni, anche a causa di un grave infortunio occorso a Bettega, gioca 15 gare da titolare schierato da Giovanni Trapattoni ed è autore di 6 gol, tra cui tripletta in Juventus-Milan (3-2); l'anno successivo non trova spazio in squadra, causa la concorrenza di Paolo Rossi e l'arrivo degli stranieri Michel Platini e Zbigniew Boniek. Con la maglia bianconera Galderisi ha vinto due scudetti e una Coppa Italia.

##### Verona, Milan e Lazio
Nel 1983 si trasferisce all'Hellas Verona, siglando 9 reti nell'annata 1983-1984. Nella stagione successiva, 1984-1985, è tra gli elementi determinanti per la vittoria dell'unico, storico scudetto della squadra scaligera, all'epoca allenata da Osvaldo Bagnoli, di cui è capocannoniere (11 gol in 29 presenze).
Gioca un altro campionato a Verona prima di trasferirsi, per cinque miliardi di lire più il cartellino di Paolo Rossi, al Milan. Nell'annata 1986-1987 colleziona coi rossoneri 21 presenze e 3 gol in campionato, vincendo un Mundialito per club.
Per il torneo 1987-1988 scende in Serie B alla Lazio guidata da Eugenio Fascetti, centrando la promozione in Serie A. Nell'annata seguente torna in serie A a Verona segnando 4 gol.

##### Padova ed esperienze nordamericane

Galderisi (in primo piano) in azione per il Padova nel 1993, contrastato dal modenese Moz.

Nell'estate del 1989 è riscattato dal Milan, che lo cede a campionato iniziato al Padova in Serie B, voluto fortemente dal direttore sportivo Piero Aggradi. Veste la divisa biancoscudata sette stagioni, di cui cinque nella serie cadetta (segnando 14 gol nel 1990-1991, 12 nel 1992-1993, 15 nel 1993-1994). Il ritorno in massima categoria è meno prolifico, con il solo gol segnato contro il Brescia nella stagione 1994-95, ma l'attaccante è in campo nello spareggio vinto ai rigori col Genoa, valido per la permanenza in Serie A.
L'anno seguente, a stagione in corso, Galderisi lascia Padova per chiudere la carriera negli Stati Uniti, disputando un campionato a testa con New England Revolution e Tampa Bay Mutiny, in Major League Soccer, e conquistando una Supporters' Shield.

#### Nazionale
Subito dopo la vittoria dello scudetto con il Verona, viene convocato in nazionale dal commissario tecnico Enzo Bearzot ed esordisce il 2 giugno 1985, a 22 anni, entrando al posto di Bruno Giordano all'inizio del secondo tempo della partita amichevole contro il Messico (1-1) disputata allo Stadio Azteca di Città del Messico.
Galderisi ottiene la fiducia del CT che lo convoca per il Mondiale 1986, dove viene preferito a Paolo Rossi come spalla di Altobelli in attacco; gioca da titolare tutte e quattro le partite disputate dall'Italia, che viene eliminata dalla Francia negli ottavi di finale.
In seguito all'avvicendamento tra Bearzot e Azeglio Vicini non verrà più convocato e concluderà la sua esperienza in nazionale con 10 presenze, senza nessun gol.

### Allenatore

#### Gli inizi
Nel 2001 fonda a Padova la Galderisi Soccer Team, scuola calcio che si occupa della crescita di giovani calciatori fino alla categoria Giovanissimi.
In seguito ha allenato Cremonese (Serie C2), Mestre (Serie C2 2001-2002 dalla quinta alla ventisettesima giornata, esordendo nella partita Trento-Mestre, esonerato), Giulianova (esonerato a novembre dopo la sconfitta 0-3 in casa col Crotone e contestazione della tifoseria), Gubbio (Serie C2, subentrato a 2 mesi dalla fine), Viterbo (serie C2, subentrato a fine dicembre ed esonerato dopo la sconfitta 4-0 con la Lodigiani e penultimo posto in classifica), Sambenedettese (esonerato dopo 8 gare).

#### Avellino, Foggia, Pescara e Arezzo
Nel 2006-2007 è allenatore dell'Avellino, in Serie C1. A quattro giornate da fine stagione regolare, con l'Avellino al secondo posto, Galderisi è esonerato dal presidente Massimo Pugliese, sostituito da Giovanni Vavassori.
Da gennaio 2008 sostituisce Salvatore Campilongo sulla panchina del Foggia in Serie C1. Porta i pugliesi ai play-off, perdendo in semifinale con la Cremonese, venendo eliminato, restando in Serie C1.
A giugno 2008 diventa allenatore del Pescara in Serie C1 e a marzo seguente è esonerato per via della pessima posizione in classifica della squadra adriatica (zona play-out).
A novembre 2009 diventa allenatore dell'Arezzo. Il presidente Piero Mancini esonera Galderisi dopo il pareggio 1-1 col Viareggio, richiamando Leonardo Semplici, esonerato a novembre. Nella sua ultima conferenza stampa, Galderisi ha un alterco con il giornalista Romano Salvi del Corriere di Arezzo.

#### Benevento, Triestina e Salernitana
A dicembre 2010 diventa allenatore del Benevento subentrando a Agatino Cuttone. Coi sanniti sfiora la promozione in Serie B (persa alle seminfinali play-off con la Juve Stabia), lasciando successivamente l'incarico.
Il 25 ottobre 2011 diventa allenatore della Triestina in Prima Divisione subentrando all'esonerato Gian Cesare Discepoli. Galderisi porta la Triestina al terz'ultimo posto finale in classifica e retrocede in Seconda Divisione dopo i playout persi.
Il 13 luglio 2012 firma contratto biennale con la Salernitana, in Seconda Divisione. L'esperienza con la squadra della sua città dura pochi mesi: il 20 settembre, dopo aver raccolto appena un punto in tre gare, ultimo in classifica, è esonerato, sostituito da Carlo Perrone.

#### Olhanense e Lucchese
Il 7 gennaio 2014 diventa allenatore dei portoghesi dell'Olhanense (in quel momento all'ultimo posto in Primeira Liga), con l'obiettivo salvezza. Debutta il 12 gennaio col Vitória Setúbal, vinta dai rossoneri 2-1. A fine stagione, dopo la sconfitta 3-1 col Vitória Setúbal, l'Olhanense è all'ultimo posto in campionato retrocedendo in Segunda Liga.
Il 18 novembre 2014 diventa allenatore della Lucchese in Lega Pro al posto dell'esonerato Guido Pagliuca. La squadra ottiene una tranquilla salvezza. 
Il 28 maggio 2015 la società comunica che il suo contratto non sarà rinnovato, annunciando quindi la sua partenza dal club toscano. Il 9 marzo 2016 torna ad allenare la squadra toscana.
Viene esonerato il 27 marzo 2017, dopo un periodo negativo, che ha visto le Pantere conquistare sei punti nelle ultime otto partite giocate, culminato con dissidi insanabili con la società.

#### Ritorno a Gubbio, Vis Pesaro, Mantova e Gelbison
Il 26 novembre 2018 viene chiamato a sostituire l'esonerato Alessandro Sandreani sulla panchina del Gubbio, dove era già stato all'inizio carriera. Portato il team alla salvezza, a fine maggio si separa dal club.
Il 18 febbraio 2020 viene nominato nuovo tecnico della Vis Pesaro. Rileva l'esonerato Simone Pavan con la squadra al quattordicesimo posto. Ottenuta la salvezza, dopo una sola gara disputata, causa il blocco del campionato per la pandemia Covid, viene confermato per la stagione successiva ma il 3 novembre 2020, dopo una sola vittoria in campionato e col team al sedicesimo posto, viene esonerato.
Il 14 dicembre 2021 assume la guida del Mantova, in Serie C, al posto dell'esonerato Maurizio Lauro. Rileva la squadra in zona play-out, al diciassettesimo posto. Il 12 aprile 2022, dopo un periodo negativo con cinque punti nelle ultime otto partite e la squadra al quindicesimo posto, un punto sopra la zona play-out, viene sollevato dall'incarico e richiamato il suo predecessore Lauro.
Il 3 aprile 2023 assume l'incarico di allenatore della prima squadra della Gelbison, in quel momento sedicesima nel girone C con 36 punti a tre giornate dal termine, sottoscrivendo un accordo fino a giugno 2024. Termina la stagione regolare con tre sconfitte piazzandosi al diciottesimo posto e retrocedendo dopo che ai play-out il Messina ha la meglio in virtù del miglior piazzamento in classifica.
L'8 agosto 2024, ritorna sulla panchina della Gelbison, in Serie D, al posto di Domenico Giampà. Il 24 ottobre seguente, dopo la sconfitta di Sassari contro il Latte Dolce e con la squadra a centro classifica, viene esonerato.

### Dopo il ritiro
È stato commentatore televisivo per Mediaset, Sky e Rai.
Il 21 gennaio 2004 è colpito da infarto, nel centro di Padova, ed è sottoposto ad un intervento in angioplastica.
Il 1º aprile 2010 è votato dai tifosi del Padova, su iniziativa della società, da "Calciatore biancoscudato del Secolo", concorso per stabilire quale giocatore e quale allenatore avessero fatto maggiormente breccia nel cuore dei tifosi padovani.

## Statistiche

### Presenze e reti nei club
| Stagione                | Squadra                 | Campionato              | Campionato | Campionato | Coppe nazionali | Coppe nazionali | Coppe nazionali | Coppe continentali | Coppe continentali | Coppe continentali | Altre coppe | Altre coppe | Altre coppe | Totale | Totale |
| Stagione                | Squadra                 | Comp                    | Pres       | Reti       | Comp            | Pres            | Reti            | Comp               | Pres               | Reti               | Comp        | Pres        | Reti        | Pres   | Reti   |
| ----------------------- | ----------------------- | ----------------------- | ---------- | ---------- | --------------- | --------------- | --------------- | ------------------ | ------------------ | ------------------ | ----------- | ----------- | ----------- | ------ | ------ |
| 1980-1981               | Juventus                | A                       | 1          | 0          | CI              | 1               | 0               | CU                 | 0                  | 0                  | TC          | 2           | 1           | 4      | 1      |
| 1981-1982               | Juventus                | A                       | 16         | 6          | CI              | 0               | 0               | CC                 | 0                  | 0                  | -           | -           | -           | 16     | 6      |
| 1982-1983               | Juventus                | A                       | 7          | 0          | CI              | 6               | 1               | CC                 | 1                  | 0                  | -           | -           | -           | 14     | 1      |
| Totale Juventus         | Totale Juventus         | Totale Juventus         | 24         | 6          |                 | 7               | 1               |                    | 1                  | 0                  |             | 2           | 1           | 34     | 8      |
| 1983-1984               | Verona                  | A                       | 29         | 7          | CI              | 10              | 3               | CU                 | 4                  | 3                  | -           | -           | -           | 43     | 13     |
| 1984-1985               | Verona                  | A                       | 29         | 11         | CI              | 7               | 2               | -                  | -                  | -                  | -           | -           | -           | 36     | 13     |
| 1985-1986               | Verona                  | A                       | 24         | 6          | CI              | 7               | 5               | CC                 | 3                  | 0                  | TE          | ?           | ?           | 34+    | 11+    |
| 1986-1987               | Milan                   | A                       | 21         | 3          | CI              | 7               | 1               |                    | -                  | -                  | -           | -           | -           | 28     | 4      |
| 1987-1988               | Lazio                   | B                       | 33         | 1          | CI              | 5               | 1               | -                  | -                  | -                  | -           | -           | -           | 38     | 2      |
| 1988-1989               | Verona                  | A                       | 28         | 4          | CI              | 10              | 4               | -                  | -                  | -                  | -           | -           | -           | 38     | 8      |
| Totale Verona           | Totale Verona           | Totale Verona           | 110        | 28         |                 | 34              | 14              |                    | 5                  | 1                  |             | -           | -           | 149    | 43     |
| 1989-1990               | Padova                  | B                       | 29         | 4          | CI              | 0               | 0               | -                  | -                  | -                  | -           | -           | -           | 29     | 4      |
| 1990-1991               | Padova                  | B                       | 36         | 14         | CI              | 0               | 0               | -                  | -                  | -                  | -           | -           | -           | 36     | 14     |
| 1991-1992               | Padova                  | B                       | 32         | 4          | CI              | 3               | 1               | -                  | -                  | -                  | -           | -           | -           | 35     | 5      |
| 1992-1993               | Padova                  | B                       | 37         | 12         | CI              | 1               | 0               | -                  | -                  | -                  | -           | -           | -           | 38     | 12     |
| 1993-1994               | Padova                  | B                       | 35+1       | 15+0       | CI              | 2               | 0               | -                  | -                  | -                  | -           | -           | -           | 38     | 15     |
| 1994-1995               | Padova                  | A                       | 21+1       | 1+0        | CI              | 1               | 0               | -                  | -                  | -                  | -           | -           | -           | 23     | 1      |
| lug.-dic. 1995          | Padova                  | A                       | 7          | 0          | CI              | 1               | 0               | -                  | -                  | -                  | -           | -           | -           | 8      | 0      |
| Totale Padova           | Totale Padova           | Totale Padova           | 197+2      | 50+0       |                 | 8               | 0               |                    | -                  | -                  |             | -           | -           | 207    | 50     |
| apr.-mag. 1996          | N.E. Revolution         | MLS                     | 4          | 0          | ?               | ?               | ?               | -                  | -                  | -                  | -           | -           | -           | 4      | 0      |
| mag.-ott. 1996          | Tampa Bay Mutiny        | MLS                     | 21+5       | 7+0        | ?               | ?               | ?               | -                  | -                  | -                  | -           | -           | -           | 26     | 7      |
| mar.-ott. 1997          | Tampa Bay Mutiny        | MLS                     | 16+0       | 5+0        | ?               | ?               | ?               | -                  | -                  | -                  | -           | -           | -           | 16     | 5      |
| Totale Tampa Bay Mutiny | Totale Tampa Bay Mutiny | Totale Tampa Bay Mutiny | 37+5       | 12+0       |                 | ?               | ?               |                    | -                  | -                  |             | -           | -           | 42     | 12     |
| ott.-dic. 1997          | N.E. Revolution         | MLS                     | 7+2        | 0          | ?               | ?               | ?               | -                  |                    |                    |             |             |             | 9      | 0      |
| Totale N.E. Revolution  | Totale N.E. Revolution  | Totale N.E. Revolution  | 11+2       | 0          |                 | ?               | ?               |                    | -                  | -                  |             | -           | -           | 13     | 0      |
| Totale carriera         | Totale carriera         | Totale carriera         | 433+9      | 100+0      |                 | 61+             | 17+             |                    | 6                  | 1                  |             | 2+          | 1+          | 511+   | 119+   |

### Cronologia presenze e reti in nazionale
| Cronologia completa delle presenze e delle reti in nazionale ― Italia | Cronologia completa delle presenze e delle reti in nazionale ― Italia | Cronologia completa delle presenze e delle reti in nazionale ― Italia | Cronologia completa delle presenze e delle reti in nazionale ― Italia | Cronologia completa delle presenze e delle reti in nazionale ― Italia | Cronologia completa delle presenze e delle reti in nazionale ― Italia | Cronologia completa delle presenze e delle reti in nazionale ― Italia | Cronologia completa delle presenze e delle reti in nazionale ― Italia |
| Data                                                                  | Città                                                                 | In casa                                                               | Risultato                                                             | Ospiti                                                                | Competizione                                                          | Reti                                                                  | Note                                                                  |
| --------------------------------------------------------------------- | --------------------------------------------------------------------- | --------------------------------------------------------------------- | --------------------------------------------------------------------- | --------------------------------------------------------------------- | --------------------------------------------------------------------- | --------------------------------------------------------------------- | --------------------------------------------------------------------- |
| 2-6-1985                                                              | Città del Messico                                                     | Messico                                                               | 1 – 1                                                                 | Italia                                                                | Amichevole                                                            | -                                                                     | 46’                                                                   |
| 6-6-1985                                                              | Città del Messico                                                     | Italia                                                                | 2 – 1                                                                 | Inghilterra                                                           | Amichevole                                                            | -                                                                     | 84’                                                                   |
| 25-9-1985                                                             | Lecce                                                                 | Italia                                                                | 1 – 2                                                                 | Norvegia                                                              | Amichevole                                                            | -                                                                     | 46’                                                                   |
| 5-2-1986                                                              | Avellino                                                              | Italia                                                                | 1 – 2                                                                 | Germania Ovest                                                        | Amichevole                                                            | -                                                                     | 84’                                                                   |
| 26-3-1986                                                             | Udine                                                                 | Italia                                                                | 2 – 1                                                                 | Austria                                                               | Amichevole                                                            | -                                                                     | 25’                                                                   |
| 11-5-1986                                                             | Napoli                                                                | Italia                                                                | 2 – 0                                                                 | Cina                                                                  | Amichevole                                                            | -                                                                     | 46’                                                                   |
| 31-5-1986                                                             | Città del Messico                                                     | Italia                                                                | 1 – 1                                                                 | Bulgaria                                                              | Mondiali 1986 - 1º turno                                              | -                                                                     |                                                                       |
| 5-6-1986                                                              | Puebla                                                                | Italia                                                                | 1 – 1                                                                 | Argentina                                                             | Mondiali 1986 - 1º turno                                              | -                                                                     |                                                                       |
| 10-6-1986                                                             | Puebla                                                                | Italia                                                                | 3 – 2                                                                 | Corea del Sud                                                         | Mondiali 1986 - 1º turno                                              | -                                                                     | 88’                                                                   |
| 17-6-1986                                                             | Città del Messico                                                     | Francia                                                               | 2 – 0                                                                 | Italia                                                                | Mondiali 1986 - Ottavi di finale                                      | -                                                                     | 57’                                                                   |
| Totale                                                                |                                                                       | Presenze                                                              | 10                                                                    |                                                                       | Reti                                                                  | 0                                                                     |                                                                       |

### Statistiche da allenatore
Statistiche aggiornate al 3 aprile 2023.
| Stagione            | Squadra           | Campionato        | Campionato | Campionato | Campionato | Campionato | Coppe nazionali | Coppe nazionali | Coppe nazionali | Coppe nazionali | Coppe nazionali | Coppe continentali | Coppe continentali | Coppe continentali | Coppe continentali | Coppe continentali | Altre coppe | Altre coppe | Altre coppe | Altre coppe | Altre coppe | Totale | Totale | Totale | Totale | % Vittorie | Piazzamento           |
| Stagione            | Squadra           | Comp              | G          | V          | N          | P          | Comp            | G               | V               | N               | P               | Comp               | G                  | V                  | N                  | P                  | Comp        | G           | V           | N           | P           | G      | V      | N      | P      | %          | Piazzamento           |
| ------------------- | ----------------- | ----------------- | ---------- | ---------- | ---------- | ---------- | --------------- | --------------- | --------------- | --------------- | --------------- | ------------------ | ------------------ | ------------------ | ------------------ | ------------------ | ----------- | ----------- | ----------- | ----------- | ----------- | ------ | ------ | ------ | ------ | ---------- | --------------------- |
| 2000-2001           | Cremonese         | C2                | 34         | 11         | 14         | 9          | CI-C            | 4               | 1               | 2               | 1               | -                  | -                  | -                  | -                  | -                  | -           | -           | -           | -           | -           | 38     | 12     | 16     | 10     | 31,58      | 7º                    |
| set. 2001-mar. 2002 | Mestre            | C2                | 23         | 8          | 6          | 9          | -               | -               | -               | -               | -               | -                  | -                  | -                  | -                  | -                  | -           | -           | -           | -           | -           | 23     | 8      | 6      | 9      | 34,78      | Sub., Eson.           |
| ago.-nov. 2002      | Giulianova        | C1                | 13         | 3          | 5          | 5          | CI-C            | 4               | 2               | 0               | 2               | -                  | -                  | -                  | -                  | -                  | -           | -           | -           | -           | -           | 17     | 5      | 5      | 7      | 29,41      | Eson.                 |
| mar.-giu. 2004      | Gubbio            | C2                | 7+2        | 4+1        | 2          | 1+1        | -               | -               | -               | -               | -               | -                  | -                  | -                  | -                  | -                  | -           | -           | -           | -           | -           | 9      | 5      | 2      | 2      | 55,56      | Sub., 5º              |
| gen.-giu. 2005      | Viterbo           | C2                | 22+2       | 6+2        | 8          | 8          | -               | -               | -               | -               | -               | -                  | -                  | -                  | -                  | -                  | -           | -           | -           | -           | -           | 24     | 8      | 8      | 8      | 33,33      | Sub., 19º             |
| ago.-ott. 2005      | Sambenedettese    | C1                | 8          | 4          | 0          | 4          | CI+CI-C         | 1+1             | 0               | 0               | 1+1             | -                  | -                  | -                  | -                  | -                  | -           | -           | -           | -           | -           | 10     | 4      | 0      | 6      | 40,00      | Sub., Eson.           |
| 2006-apr. 2007      | Avellino          | C1                | 30         | 17         | 8          | 5          | CI+CI-C         | 1+2             | 0               | 0               | 1+2             | -                  | -                  | -                  | -                  | -                  | -           | -           | -           | -           | -           | 33     | 17     | 8      | 8      | 51,52      | Eson.                 |
| gen.-giu. 2008      | Foggia            | C1                | 15         | 8          | 5          | 2          | -               | -               | -               | -               | -               | -                  | -                  | -                  | -                  | -                  | -           | -           | -           | -           | -           | 15     | 8      | 5      | 2      | 53,33      | Sub., 5º              |
| 2008-mar. 2009      | Pescara           | 1D                | 26         | 7          | 10         | 9          | CI+CI-LP        | 2+2             | 1+1             | 0               | 1+1             | -                  | -                  | -                  | -                  | -                  | -           | -           | -           | -           | -           | 30     | 9      | 10     | 11     | 30,00      | Eson.                 |
| 2009-2010           | Arezzo            | 1D                | 18+1       | 8+1        | 7          | 3          | CI-LP           | 1               | 0               | 1               | 0               | -                  | -                  | -                  | -                  | -                  | -           | -           | -           | -           | -           | 20     | 9      | 8      | 3      | 45,00      | Sub., Eson., Sub., 3º |
| dic. 2010-giu. 2011 | Benevento         | 1D                | 17+2       | 8          | 6+1        | 3+1        | -               | -               | -               | -               | -               | -                  | -                  | -                  | -                  | -                  | -           | -           | -           | -           | -           | 19     | 8      | 7      | 4      | 42,11      | Sub., 2º              |
| ott. 2011-2012      | Triestina         | 1D                | 25+2       | 6          | 8+1        | 11+1       | CI-LP           | 1               | 0               | 0               | 1               | -                  | -                  | -                  | -                  | -                  | -           | -           | -           | -           | -           | 28     | 6      | 9      | 13     | 21,43      | Sub., 15º (retr.)     |
| ago.-ott. 2012      | Salernitana       | 2D                | 3          | 0          | 1          | 2          | CI-LP           | 2               | 1               | 0               | 1               | -                  | -                  | -                  | -                  | -                  | -           | -           | -           | -           | -           | 5      | 1      | 1      | 3      | 20,00      | Eson.                 |
| gen.-giu. 2014      | Olhanense         | PL                | 16         | 4          | 3          | 9          | -               | -               | -               | -               | -               | -                  | -                  | -                  | -                  | -                  | -           | -           | -           | -           | -           | 16     | 4      | 3      | 9      | 25,00      | Sub., 16º (retr.)     |
| nov. 2014-2015      | Lucchese          | LP                | 26         | 9          | 9          | 8          | -               | -               | -               | -               | -               | -                  | -                  | -                  | -                  | -                  | -           | -           | -           | -           | -           | 26     | 9      | 9      | 8      | 34,62      | Sub., 10º             |
| mar.-giu. 2016      | Lucchese          | LP                | 9          | 3          | 3          | 3          | -               | -               | -               | -               | -               | -                  | -                  | -                  | -                  | -                  | -           | -           | -           | -           | -           | 9      | 3      | 3      | 3      | 33,33      | Sub., 13º             |
| 2016-mar. 2017      | Lucchese          | LP                | 31         | 10         | 12         | 9          | CI-LP           | 2               | 1               | 0               | 1               | -                  | -                  | -                  | -                  | -                  | -           | -           | -           | -           | -           | 33     | 11     | 12     | 10     | 33,33      | Eson.                 |
| Totale Lucchese     | Totale Lucchese   | Totale Lucchese   | 66         | 22         | 24         | 20         |                 | 2               | 1               | 0               | 1               |                    | -                  | -                  | -                  | -                  |             | -           | -           | -           | -           | 68     | 23     | 24     | 21     | 33,82      |                       |
| nov. 2018-2019      | Gubbio            | C                 | 25         | 7          | 11         | 7          | CI-C            | -               | -               | -               | -               | -                  | -                  | -                  | -                  | -                  | -           | -           | -           | -           | -           | 25     | 7      | 11     | 7      | 28,00      | Sub., 12º             |
| Totale Gubbio       | Totale Gubbio     | Totale Gubbio     | 34         | 12         | 13         | 9          |                 | -               | -               | -               | -               |                    | -                  | -                  | -                  | -                  |             | -           | -           | -           | -           | 34     | 12     | 13     | 9      | 35,29      |                       |
| feb.-giu. 2020      | Vis Pesaro        | C                 | 1          | 0          | 1          | 0          | CI-C            | -               | -               | -               | -               | -                  | -                  | -                  | -                  | -                  | -           | -           | -           | -           | -           | 1      | 0      | 1      | 0      | &0,00      | Sub., 14º             |
| ago.-nov. 2020      | Vis Pesaro        | C                 | 8          | 2          | 2          | 4          | -               | -               | -               | -               | -               | -                  | -                  | -                  | -                  | -                  | -           | -           | -           | -           | -           | 8      | 2      | 2      | 4      | 25,00      | Eson.                 |
| Totale Vis Pesaro   | Totale Vis Pesaro | Totale Vis Pesaro | 9          | 2          | 3          | 4          |                 | -               | -               | -               | -               |                    | -                  | -                  | -                  | -                  |             | -           | -           | -           | -           | 9      | 2      | 3      | 4      | 22,22      |                       |
| dic. 2021-apr. 2022 | Mantova           | C                 | 18         | 6          | 4          | 8          | CI-C            | -               | -               | -               | -               | -                  | -                  | -                  | -                  | -                  | -           | -           | -           | -           | -           | 18     | 6      | 4      | 8      | 33,33      | Sub., Eson.           |
| apr.-giu. 2023      | Gelbison          | C                 | 3+2        | 0+1        | 0          | 3+1        | CI-C            | -               | -               | -               | -               | -                  | -                  | -                  | -                  | -                  | -           | -           | -           | -           | -           | 5      | 1      | 0      | 4      | 20,00      | Sub., 18º (retr.)     |
| 2024-2025           | Gelbison          | D                 | 8          | 3          | 3          | 2          | CI-D            | 1               | 1               | 0               | 0               | -                  | -                  | -                  | -                  | -                  | -           | -           | -           | -           | -           | 9      | 4      | 3      | 2      | 44,44      | Eson.                 |
| Totale Gelbison     | Totale Gelbison   | Totale Gelbison   | 13         | 4          | 3          | 6          |                 | 1               | 1               | 0               | 0               |                    | -                  | -                  | -                  | -                  |             | -           | -           | -           | -           | 14     | 5      | 3      | 6      | 35,71      |                       |
| Totale carriera     | Totale carriera   | Totale carriera   | 397        | 139        | 130        | 128        |                 | 24              | 8               | 3               | 13              |                    | -                  | -                  | -                  | -                  |             | -           | -           | -           | -           | 421    | 147    | 133    | 141    | 34,92      |                       |

## Palmarès

### Giocatore

#### Club
- Campionato italiano: 3

Juventus: 1980-1981, 1981-1982
Verona: 1984-1985
- Coppa Italia: 1

Juventus: 1982-1983